# 랠리 스웨덴

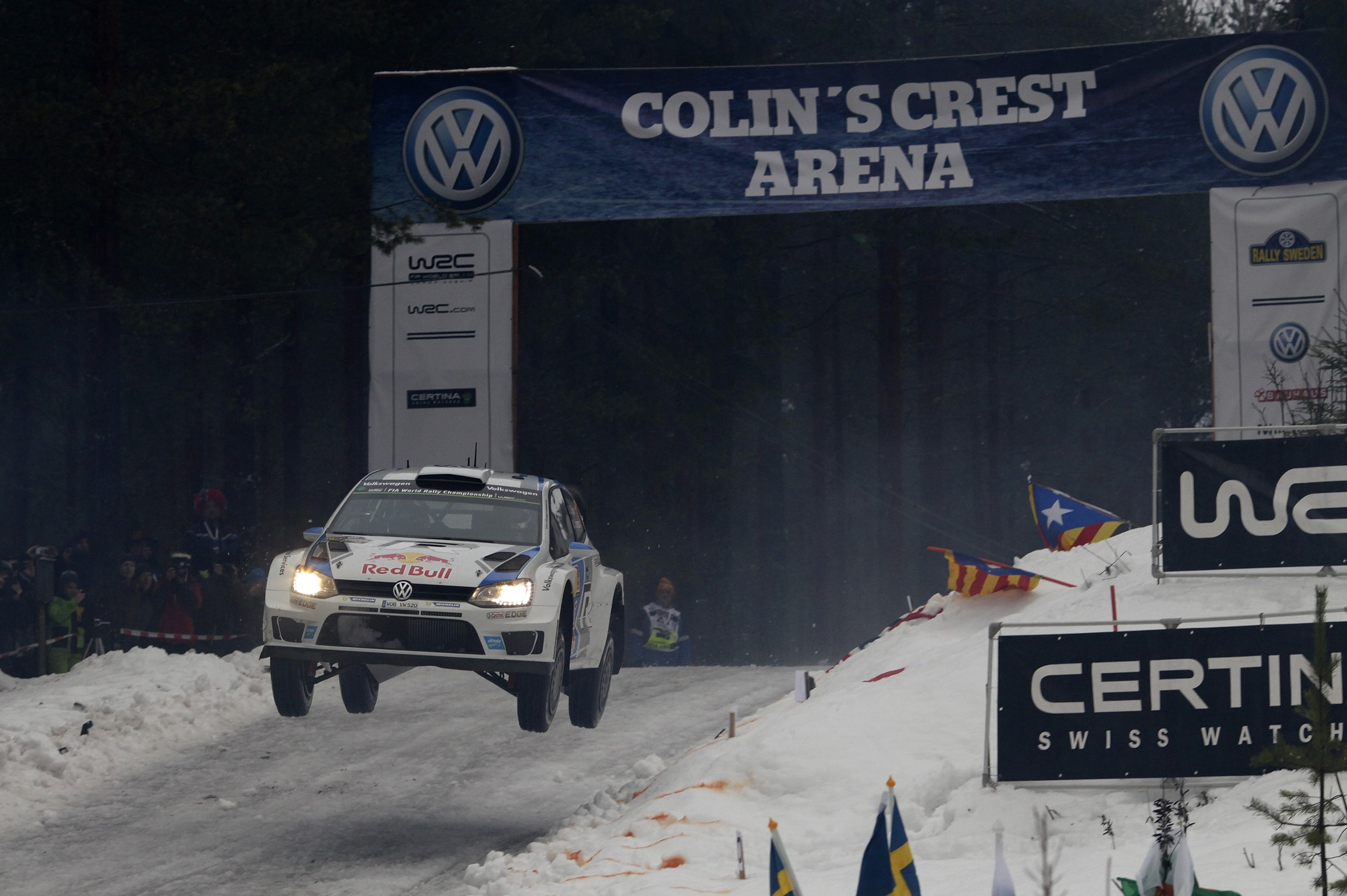
랠리 스웨덴 2014에서 콜린스 크레스트를 지나고 있는 세바스티앵 오지에

랠리 스웨덴(영어: Rally Sweden, 스웨덴어: Svenska rallyt)은 매해 2월 스웨덴에서 열리는 랠리 자동차 경주 대회이다. 베름란드 지역에서 열리다가 2022년 우메오로 거점을 옮겼다. 1950년 여름 랠리로 처음 개최되었으며 17년 후에 칼스타드로 옮겼다. 1973년 월드 랠리 챔피언십에 처음 포함되었으며, 완전한 눈길을 달리는 것으로 유명하다. 랠리 핀란드와 함께 비 노르딕 국가 출신 드라이버에게 어려운 랠리로 꼽히며 최다 우승자는 7회의 스티그 블롬크비스트, 최초의 비 노르딕 국가 우승자는 2004년 프랑스의 세바스티앵 뢰브이다. 
1974년 석유 파동, 1990년 기상 문제, 2021년 코로나19 범유행으로 열리지 않았으며 2009년에도 WRC의 로테이션으로 인해 개최되지 않았다. 기후변화의 영향을 받고 있으며, 특히 2005년 대회에서 대부분의 스테이지가 진흙길로 변해 눈길 주행용 스터드 타이어가 손상되는 등 적절한 눈길 상태를 유지하는 데에 어려움을 겪었다. 2020년에는 눈길 부족으로 랠리가 축소되었으며, 2021년부터 눈길을 확보하기 위해 우메오로 거점을 옮겼다.